# Manassé imája
Manassé imája (latinul: Oratio Manasse) ószövetségi deuterokanonikus írás.

## Keletkezési ideje, eredeti nyelve
A Krónikák könyve (2Krón 33:12) tesz utalást Manassé júdai király (Kr. e. 7. század) imájára, amelyet fogságában szerzett. Az ima külön írásként fenn is maradt. Egyesek hiteltelennek fogadják el, és keletkezési idejét jóval Manassé utánra, a Makkabeusok korára (Kr. e. 2. század) teszik.
Mások a Kr. e. 6. századra teszik keletkezését, de úgy vélik, hogy a fennmaradt változat a korai keresztény időkből való. Szövege szír nyelven maradt fenn, de létezik görög fordítása is. Az eredetije héber vagy arám nyelvű volt, de ezek elvesztek az idők során. Sokan keresztény iratnak minősítik, de hasonlít az 51. zsoltárhoz is.
Utal a Didascalia és az Apostoli határozatok (4. század), közli a Vulgata. A középkorban rendkívül népszerű volt, és azóta is számos keresztény szerzőt megihletett (Julius Africanus, Hippói Szent Ágoston, Georgiosz Hamartolosz, Aquinói Szent Tamás, Luther Márton, Blaise Pascal, Søren Aabye Kierkegaard).

## Tartalma
Az írás Isten dicsőítésével kezdődik, és Isten igazságosságát, de egyszersmind irgalmasságát hangsúlyozza. Ezt személyes bocsánatkérés, Isten kegyelmében való bizalom megvallása, és doxológia követi.

## Magyarul
- A Károlyi-biblia 1981-es hasonmás kiadásában: Károlyi Gáspár: Szent Biblia I–II., (szerk. Katona Tamás) Magyar Helikon, Budapest, 1981, ISBN 963-207-545-5
- Zsengellér József: Manassé imája, Harmattan, Budapest, 2021, ISBN 978-963-414-794-7